# 日本地龜
日本地龜（學名：Geoemyda japonica）又名琉球葉龜、琉球長尾山龜、琉球黑胸葉龜，為龜鱉目地龜科地龜屬下的一種。

## 分佈
目前已知只分佈在日本沖繩本島北部、久米島 、渡嘉敷島。

## 特徵
背甲最長可生長至約17厘米，底甲有色彩鮮豔的花紋。背甲板邊緣呈鋸齒狀，背甲呈紅褐色，有顏色暗淡的斑紋，背甲和腹甲之間有鉸鏈位；腹甲呈黑色或黑褐色，腹甲邊緣的顏色是黃色的。 
上齶前端的呈尖鉤，令牠們可以快速方便地捕獲獵物和用力咀嚼食物。頭部、頸部及四肢也有紅棕色的虛線。 
幼龜孵化後，背甲長度可達3.5-3.6厘米。 

## 分類
原先被認為地龜的亞種，1992年後被分裂為獨立的物種。

## 棲息
日本地龜棲息於原始林和次生林組成的低山常綠闊葉樹林，沿樹林的潮濕的山澗也會找到牠們的蹤跡。主要在陸地活動，夏天則多在水中活動。 
雜食性動物，會吃昆蟲、陸生蝸牛、蚯蚓、植物的葉、芽、花蕾、果實等。 
卵生形式繁殖，在人工飼養下每年6-8月可下蛋4-6個蛋，曾有案例顯示蛋會在7月孵化。

## 保育狀況
日本地龜數量已大幅減少，由於其棲息地的破壞，同時被被馬路上的汽車輾死和跌進路邊的溝裡而死。而人為因素則為引入的流浪狗、紅頰獴的入侵、及被人偷獵為寵物龜亦令其數量大幅下跌。同時，部分日本地龜會與黃緣盒龜雜交，令其基因變得不純正。於1975年，日本把日本地龜納入天然紀念物之列。
其被列為《瀕危野生動植物種國際貿易公約》附錄二的物種，被限制出口及貿易。